# Algemeen Ziekenhuis West
Het Algemeen Ziekenhuis West of az West is een regionaal algemeen ziekenhuis gelegen in Veurne in West-Vlaanderen. Het ligt aan de rand van het historische centrum van de stad op enkele kilometers van de Noordzee en de Franse grens. Het ziekenhuis heeft als erkenningsnummer 310 en beschikt over 224 erkende bedden. Het is ontstaan uit een initiatief van de congregatie der Zwartzusters van Brugge toen die zich in de 15e eeuw vestigden in Veurne. Het ziekenhuis heeft samenwerkingsovereenkomsten met andere zorginstellingen voor hooggespecialiseerde of specifieke zorgen, bijvoorbeeld met het Koningin Elisabeth Instituut voor revalidatie. Het ziekenhuis was tot 2017 gekend als het AZ Sint-Augustinus Veurne.

## Geschiedenis

### Zwartzusters
Uit de kronieken van Veurne-Ambacht blijkt dat de Zwartzusters zich in Veurne vestigden in het jaar 1461 om er de bevolking te dienen. Ze vestigden zich eerst in de Zwarte Nonnenstraat, die de naam dankzij hun heeft gekregen, en later op de Oude Beestenmarkt. Tot begin jaren zestig beheerden zij daar een ziekenhuis van 25 à 30 bedden, waar jaarlijks ongeveer 200 patiënten konden verzorgd worden, en het Moederhuis Maria Troost in de Daniël Dehaenelaan. Omdat het ziekenhuis op de Oude Beestenmarkt te klein werd, ontstond bij de COO (nu OCMW) het initiatief om een nieuw ziekenhuis te bouwen, dat gerealiseerd werd door de Zwartzusters. De Zwartzusters verwierven hiervoor het domein van het kasteel Bernier-d'Hongerswal waarop het nieuwe ziekenhuis gebouwd zou worden. De plannen werden goedgekeurd door het ministerie van Volksgezondheid en van het Gezin en de werken startten in 1958, waarbij het kasteel gesloopt werd. Op 16 november 1961 opende de nieuwgebouwde Sint-Augustinuskliniek haar deuren, 500 jaar na de intrede van de Zwartzusters te Veurne. Het nieuwe ziekenhuis omvatte toen 158 bedden, verdeeld over twee afdelingen heelkunde, een afdeling inwendige ziekten, een afdeling kinderziekten en een kraamkliniek. In de daaropvolgende decennia onderging het ziekenhuis regelmatig veranderingen en uitbreidingen.

### Beheer van het ziekenhuis
In 1965 werden een hoofdgeneesheer, een verpleegkundig directeur en een administratief directeur aangesteld om te beantwoorden aan de veranderende ziekenhuiswetgeving. In 1966 werd een Beheerscomité opgericht dat het beheer van de Sint-Augustinuskliniek op zich nam. In 1971 werd de vzw Katholieke Gezondheidszorg Westhoek opgericht die de werking en verdere ontwikkeling van het ziekenhuis op zich nam. In 1991 werd naast deze vzw ook de vzw Katholieke Bejaardenzorg Westhoek opgericht met als doel bij te dragen tot de evolutie van de ouderenzorg. De eerste realisatie van deze vzw was de opening van het serviceflatgebouw Suytcapelle met 20 wooneenheden voor valide bejaarden met optionele dienstverlening. Tevens zorgde het voor de bouw van een nieuw woonzorgcentrum (WZC) ter vervanging van het rust- en verzorgingstehuis Huize Maria Troost. Dit WZC omvatte 50 bedden waarvan 30 specifiek voor dementerende bejaarden en werd begin 1998 in gebruik genomen. In 2003 werd ten slotte in de Daniël Dehaenelaan een tweede serviceflatgebouw Sorror Nigra geopend.

### Infrastructuur en diensten
In 1966 wou COO van Veurne een afdeling voor chronisch zieken bijbouwen, wat leidde tot de realisatie van de V-dienst (toenmalige kenletter voor een dienst voor chronisch zieken). In 1970 deed het ziekenhuis opnieuw een aanvraag aan het ministerie van Volksgezondheid om een afdeling geriatrie en een nieuwe afdeling heelkunde op te richten, omdat het toenmalige ziekenhuis al te klein werd, er zich nieuwe vormen van hospitalisatie ontwikkelden en de bevolking van de Westhoek sterk verouderde. In 1973 sloot het ziekenhuis hierrond een principieel akkoord met toenmalig minister van Volksgezondheid Jos De Saeger voor het oprichten van een afdeling geriatrie, een gemengde afdeling heelkunde-inwendige geneeskunde en een PAAZ en voor het uitbreiden van de poliklinische activiteiten en de medisch-technische en algemene diensten. Voor de bouw van deze nieuwe afdelingen moest de kapel en een deel van het klooster afgebroken worden. In 1983 werden de afdeling geriatrie, de PAAZ en een afdeling intensieve zorg en in 1985 de gemengde afdeling heelkunde-inwendige geneeskunde geopend. De medisch-technische en algemene diensten werden ook in diezelfde periode geopend. Het aantal bedden groeide zo aan tot iets meer dan 200. Begin jaren negentig werd bij brandbeveiligingswerken de oudste vleugel met de hospitalisatieafdelingen, het verloskwartier en het operatiekwartier gerenoveerd. Op 8 mei 1995 werd het dagziekenhuis geopend voor volwassen patiënten in een deel van het oude klooster. Rond de millenniumwisseling werden de spoedgevallendienst, ziekenhuisapotheek en intensieve zorgafdeling deels gerenoveerd en deels nieuw gebouwd om te voldoen aan nieuwe wet- en regelgeving rond deze diensten. In 2004 werd een nieuw gebouw neergezet aan de Klinieklaan dat de huisvesting van een aantal afdelingen opwaardeerde en ook onderdak bood aan een nieuwe afdeling voor autodialyse waar in samenwerking met het Jan Ypermanziekenhuis en het Heilig-Hartziekenhuis Roeselare-Menen ruim 35 gestabiliseerde nierpatiënten driemaal per week behandeld kunnen worden. In 2014 werd een vernieuwde inkomhal gebouwd en anno 2016 zijn er nog steeds uitbreidingswerken aan de gang.

### Nieuwe naam
Op 5 oktober 2008 voerde het ziekenhuis een nieuw logo in en veranderde het haar naam van 'Sint-Augustinuskliniek' in 'Algemeen Ziekenhuis Sint-Augustinus Veurne'. Op 17 februari 2017 volgde een nieuwe naamswijziging.  Het 'Algemeen Ziekenhuis Sint-Augustinus Veurne' werd 'Algemeen Ziekenhuis West'.

## Ziekenhuisaanbod
Anno 2016 beschikt het ziekenhuis over 224 erkende bedden die als volgt zijn verdeeld:
| Type ziekenhuisbedden            | Aantal                        |
| -------------------------------- | ----------------------------- |
| A-bedden (neuropsychiatrie)      | 30                            |
| C-bedden (heelkunde)             | 61; waarvan 8 intensieve zorg |
| D-bedden (inwendige geneeskunde) | 50; waarvan 4 intensieve zorg |
| Kinderbedden                     | 17                            |
| G-bedden (geriatrie)             | 48                            |
| M-bedden (kraamkliniek)          | 18                            |

Het ziekenhuis beschikt verder over de volgende erkende ziekenhuisfuncties: een ziekenhuisapotheek, een palliatieve zorgafdeling, een gespecialiseerde spoedgevallendienst met MUG-dienst, een intensieve zorgafdeling (12 bedden), een chirurgisch en niet-chirurgisch dagziekenhuis, een neonatale zorgafdeling, een bloedbank en lokale donorcoördinatie. Ook is het AZ Sint-Augustinus Veurne erkend voor het uitbaten van een CT-scanner en MRI-scanner (in samenwerking met het AZ Sint-Rembert in Torhout) en voor de zorgprogramma's oncologische basiszorg, cardiale pathologie A (cardiale basiszorg) en P (pacemakertherapie), kinderen en geriatrie.
Qua personeel beschikt het ziekenhuis anno 2015 over 83 artsen (uitgezonderd artsen in opleiding) en 320 verpleegkundigen en ander verzorgend personeel (uitgezonderd paramedici). Tevens vonden anno 2015 in het AZ Sint-Augustinus Veurne 14 357 dagopnames en 9 109 klassieke opnames (met overnachting) plaats. De klassieke opnames waren goed voor een totaal aantal ligdagen van 67 360. Verder werden er ook iets meer dan 15 500 patiënten opgevangen op de spoedgevallendienst en voerde de MUG een duizendtal interventies uit. Ten slotte vonden er ook 349 bevallingen plaats.

## Zorgkwaliteit

### Inspectie
Het ziekenhuis werd in oktober 2013 en maart 2015 geïnspecteerd door de Vlaamse Zorginspectie. De inspectie van 2013 betrof het chirurgisch zorgtraject, waarbij de afdelingen heelkunde, het chirurgisch dagziekenhuis, het operatiekwartier, de kinderafdeling, de centrale sterilisatieafdeling en de bloedbank werden geïnspecteerd. Bij deze inspectie werden 87 kwaliteitsparameters gecontroleerd. 74 parameters (85%) werden positief beoordeeld, terwijl 13 parameters (15%) als voor verbetering vatbaar werden beoordeeld. De voor verbetering vatbare parameters betroffen meer bepaald de handhygiëne, de volledigheid van de 'checklists veilige heelkunde', de hemovigilantie (bewaking bij bloedproducten), de controle op de vervaldata op de centrale sterilisatieafdeling, het onderhoud van de monitors op de recovery, de kennis van het personeel rond pijn en de informatie aan de patiënt. Er werden geen ernstige risico's voor de patiëntveiligheid vastgesteld.
De inspectie van 2015 betrof het internistische zorgtraject, waarbij de internistische afdelingen, de spoedgevallendienst, de MUG, de intensieve zorgafdeling, het niet-chirurgische dagziekenhuis en de apotheek werden geïnspecteerd. Volgens de Zorginspectie behaalde het ziekenhuis een zeer goed resultaat binnen alle vijf thema's: personeel, veilige zorg, gestandaardiseerde zorg, hygiëne en communicatie.

### Kwaliteitsindicatoren
Naast toezicht door de Zorginspectie neemt het AZ Sint-Augustinus Veurne tevens deel aan het Vlaams Indicatorenproject voor Patiënten en Professionals (VIP²). Dat is een samenwerking van het Agentschap Zorg en Gezondheid, de Vlaamse Vereniging van Hoofdgeneesheren en de ziekenhuiskoepel Zorgnet-Icuro die de zorgkwaliteit in de Vlaamse algemene ziekenhuizen meet. Anno 2016 waren er indicatoren beschikbaar over borstkanker, patiëntenervaringen en ziekenhuisbrede thema's.

#### Borstkanker
- Het ziekenhuis bepaalde bij 99,1% van de patiënten met borstkanker de hormoongevoeligheid en/of HER2-status voor het starten met chemotherapie, hormonale therapie of een behandeling met trastuzumab (streefwaarde: 90-100%).
- Het ziekenhuis voerde bij 99,1% van de patiënten met borstkanker cel- en/of weefselonderzoek van de tumor uit voor een borstoperatie (streefwaarde: 80-100%).
- Het ziekenhuis voerde bij 98,9% van de patiënten in een vroeg stadium (I, II of III) van borstkanker een mammografie en/of een borstechografie uit binnen de 3 maanden voor een borstoperatie (streefwaarde: 90-100%).
- Het ziekenhuis besprak 75,7% van de patiënten tijdens een multidisciplinair overleg van specialisten uit verschillende disciplines (streefwaarde: 90-100%).
- Het ziekenhuis voerde bij 53,7% van de patiënten met borstkanker in een vroeg stadium (I en II) een borstsparende ingreep (tumorectomie) uit (streefwaarde: 50-80%).
- Het ziekenhuis gaf aan 98,2% van de patiënten radiotherapie (bestraling) na een borstsparende ingreep (streefwaarde: 90-100%).
- Het ziekenhuis gaf aan 85,7% van de patiënten met een uitgezaaide borstkanker chemo- of hormonale therapie (streefwaarde: 80-100%).
- 70,7% van de patiënten was nog in leven vijf jaar na het vaststellen van borstkanker (geen streefwaarde).
- 76,3% van de patiënten was nog in leven vijf jaar na het vaststellen van borstkanker, rekening houdend met de leeftijd van de patiënt en de uitgebreidheid van de tumor (geen streefwaarde).
- 81,1% van de patiënten was nog in leven vijf jaar na het vaststellen van borstkanker, met enkel kanker als doodsoorzaak genomen (geen streefwaarde).

#### Patiëntenervaringen
- De website van het ziekenhuis voldeed aan 50,7% van de criteria voor patiëntgerichte informatie (streefwaarde: 55-100%).
- 61,5% van de patiënten zou het ziekenhuis "zeker wel" aanbevelen bij familie of vrienden (streefwaarde: 70-100%).
- 53,4% van de patiënten gaf 9/10 of 10/10 aan dit ziekenhuis (streefwaarde: 70-100%).

#### Ziekenhuisbrede thema's
- 75,8% van de zorgverleners voldeed aan de basisvereisten voor een goede handhygiëne (streefwaarde: 100%).
- 92,6% van de geneesmiddelenvoorschriften was volledig (streefwaarde: 90-100%).
- 94,8% van de gecontroleerde patiënten droeg een identificatiearmbandje met alle vereiste en correcte gegevens erop (streefwaarde: 90-100%).
- 78,8% van de 22 uit te voeren controles op de 'checklist veilige heelkunde' werden daadwerkelijk uitgevoerd voor, tijdens en na een chirurgische ingreep (streefwaarde: 90-100%).
- 78,8% van de voorziene controles werden daadwerkelijk uitgevoerd voor, tijdens en na een chirurgische ingreep (streefwaarde: 90-100%).

### CM-studie heupprotheses
Eind 2015 publiceerde de Landsbond der Christelijke Mutualiteiten (CM) een studie naar de kwaliteit van heupprotheses in België. Volgens de CM:
- kwamen er tussen 2004 en 2013 281 CM-patiënten naar het AZ Sint-Augustinus voor een heupprothese;
- was de kans op een nieuwe operatie in dit ziekenhuis in die periode 40% lager dan het Belgisch gemiddelde;
- was bij 7% van de ingrepen in de periode 2012-2013 een bloedtransfusie nodig (Belgisch gemiddelde: 17%);
- belandde 82% van de patiënten in deze periode na de operatie op intensieve zorg (Belgisch gemiddelde: 8%);
- verbleef een patiënt in deze periode voor deze ingreep 5 dagen (mediaan) in het AZ Sint-Augustinus (standaard 8 dagen);
- bedroeg de totale kostprijs in deze periode voor de patiënt in dit ziekenhuis 2468 euro voor een eenpersoonskamer (mediaan) en 835 euro voor een meerpersoonskamer (mediaan).

Volgens het AZ Sint-Augustinus Veurne waren deze cijfers van de CM onjuist en tegenstrijdig. Zo stelden ze dat de CM onterecht de telemetrie die bijna alle patiënten na de operatie kregen als opname op intensieve zorg rekende. Dat er sneller gebruik werd gemaakt van telemetrie verklaarde het ziekenhuis door de verouderde patiëntenpopulatie in het ziekenhuis. Volgens het ziekenhuis was het reële percentage van patiënten die na een heupoperatie op intensieve zorg belandden maar 12,65% in 2013.

### Accreditatie
Het AZ Sint-Augustinus Veurne bereidt zich voor op JCI-accreditatie in 2017.

## Trivia
- De kinderafdeling van het ziekenhuis werd begin 2016 vernieuwd, waarbij Plopsa 50 000 euro investeerde in de aankleding ervan. De kinderafdeling werd onder andere versierd met bekende Plopsa-figuren als Maja de Bij.[9]
- Midden 2016 was de MUG van het AZ Sint-Augustinus Veurne tweemaal betrokken geraakt in een verkeersongeval. In juli 2016 raakte de MUG-wagen zwaarbeschadigd en een verpleegkundige aan boord lichtgewond toen een ouder koppel geen voorrang verleende aan het prioritair rijdende voertuig met een aanrijding tot gevolg. Het AZ Sint-Jan Brugge leverde een vervangwagen, maar die raakte in september 2016 eveneens beschadigd toen de wagen tijdens een interventie begon te slippen. Het Jan Ypermanziekenhuis leverde een tweede vervangwagen tot het AZ Sint-Augustinus Veurne in oktober 2016 weer over een eigen MUG-wagen kon beschikken.[10]
- Op 10 november 2016 brak er 's avonds een brand uit op een van de patiëntenkamers op de vierde verdieping. Mogelijks was het vuur veroorzaakt door een brandende sigaret. Het aanwezige personeel kreeg het vuur onder controle met een brandblusapparaat maar toch werden twaalf patiënten geëvacueerd naar andere verdiepingen. Ook raakten enkele mensen licht bevangen door de rook.[11]
- Het ziekenhuis beschikt over een erkende helihaven waar onder andere de Sea Kings van de luchtmacht kunnen landen, die vaak worden ingezet voor reddingsoperaties op zee. De eerste helikopterlanding vond plaats in 1984.